# Епархия Сент-Иасента

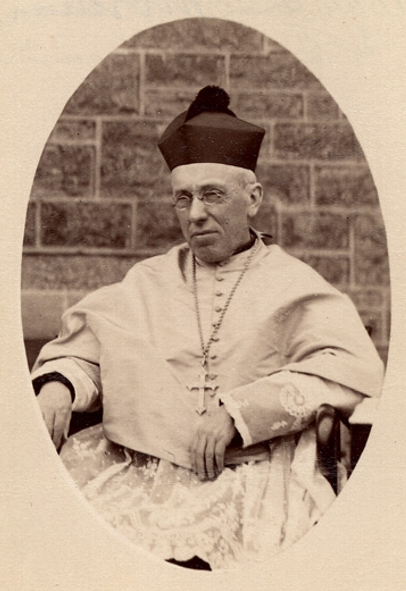
Блаженный Луи-Зеферин Моро, епископ епархии Сент-Иасента с 19.11.1875 — 24.05.1901 гг.

Епархия Сент-Иасента (лат. Dioecesis Sancti Hyacinthi) — епархия Римско-Католической церкви с центром в городе Сент-Иасент, Канада. Епархия Сент-Иасента входит в архиепархию Шербрука. Кафедральным собором епархии является Собор святого Гиацинта.

## История
8 июня 1852 года Святой Престол учредил епархию Сент-Иасента, выделив её из архиепархии Монреаля и архиепархии Квебека.
28 августа 1874 года епархия Сент-Иасента уступила часть своей территории епархии Шербрука.

## Ординарии епархии
- епископ John Charles Prince (8.06.1852 — 5.05.1860);
- епархия Joseph La Rocque (22.06.1860 — 4.02.1866);
- епархия Charles La Rocque (20.03.1866 — 25.07.1875);
- епископ блаженный Луи-Зеферин Моро (19.11.1875 — 24.05.1901);
- епископ Maxime Decelles (24.05.1901 — 7.07.1905);
- епископ Alexis-Xyste Bernard (16.12.1905 — 17.06.1923);
- епископ Fabien-Zoël Decelles (24.03.1924 — 27.11.1942);
- епископ Arthur Douville (27.11.1942 — 13.06.1967);
- епископ Albert Sanschagrin (13.06.1967 — 18.07.1979);
- епископ Louis-de-Gonzague Langevin (18.07.1979 — 7.04.1998);
- епископ François Lapierre (7.04.1998 — по настоящее время).

## Источник
- Annuario Pontificio, Libreria Editrice Vaticana, Città del Vaticano, 2003, ISBN 88-209-7422-3